# 立花家千橘 (4代目)
四代目 立花家 千橘（たちばなや せんきつ、1946年2月3日 - ）は、樺太生まれの高知県（名古屋市在住経験も在る）育ちの落語家。本名は田井 利孝。立花オフィス（一時師匠の事務所であった露の五郎兵衛事務所所属）所属、上方落語協会顧問。

## 来歴

三ツ組橘は、立花家の定紋である。

樺太の生まれで戦後まもなく高知県に引き揚げた。名古屋市立菊里高等学校定時制卒業。高校時代に演芸を知り大須演芸場に通うようになり1966年6月1日、2代目露の五郎兵衛（当時は2代目桂小春団治）に入門、桂団丸を名乗る。1967年にうめだ花月で初舞台。1968年、師が2代目露乃五郎を襲名したことに伴い、亭号を「露の」に改める。
1993年、4代目立花家千橘を襲名し、1951年に2代目立花家花橘が死去して以来、上方では途絶していた亭号「立花家」を復活させた。立花家は従来三遊派に属する色物芸人（立花家橘之助はその一人）の亭号とされていたため、襲名に際しては8代目橘家圓蔵の許諾を得ており、2015年現在圓蔵一門の分家扱いになっている。また同時に大阪俄の演者としては、4代目大阪屋町人を襲名した。
デビュー当時は名古屋なまりが酷かったが克服している。音曲・舞踊にも通じ、杵屋流長唄、松本流御殿舞を長く続けている。
年に一度、10月にワッハホールにて独演会開催。他にも講演会や土佐武寄席も開催。最近の高座では、特に芝居噺に力を入れている。

## 芸歴
- 1966年6月 - 二代目桂小春団治に入門、「団丸」を名乗る。
- 1968年 - 「露の団丸」に改名。
- 1993年 - 「四代目立花家千橘」を襲名